# 馬爾伯洛鎮區 (新澤西州)
马尔伯洛市是新泽西州蒙茅斯縣的一个镇區。根据2000年人口普查的统计，该鎮區有人口36,398人。人口普查局于2005年估计人口已经成长到39,843，约有9.5%的成长率。
马尔伯洛于1848年2月17日依新泽西州议会的法案决议，从菲力荷鎮區分离出来成为一个新鎮區 。CNN和Money杂志都曾评荐马尔伯洛为全美前十名最安全和前100名最适合居住的城市。

## 地理
马尔伯洛镇區位于北纬40度18分55秒，西经74度14分48秒，总面积30.6平方英里（79.2平方公里），全是陆地。

## 人口
| 调查年                  | 人口   | 备注  | %±     |
| ----------------------- | ------ | ----- | ------ |
| 1930                    | 1,992  |       | —      |
| 1940                    | 5,015  |       | 151.8% |
| 1950                    | 6,359  |       | 26.8%  |
| 1960                    | 8,038  |       | 26.4%  |
| 1970                    | 12,273 |       | 52.7%  |
| 1980                    | 17,560 |       | 43.1%  |
| 1990                    | 27,974 |       | 59.3%  |
| 2000                    | 36,398 |       | 30.1%  |
| 2006年估计              | 39,843 | [ 4 ] |        |
| Population 1930 - 1990. |        |       |        |

根据2000年美国人口普查统计，馬爾伯洛鎮區人口有36,398人，11,478户，和10,169个家庭。人口密度为每平方英里1,189.7人（每平方公里459.4人）。全郡有11,896户住房，平均为每平方英里388.8户（每平方公里150.1户）。
人口的种族分布为：83.76%为白人，2.07%黑人或非裔，0.05%美洲原住民，12.67%亚裔，0.01%太平洋岛裔，0.47%其他族裔，0.97%为多种族裔。其中有2.89%的人口为西语或拉丁语系个族裔。
在11,478住户中，50.4%住戶有18岁以下的小孩共同居住，81.3%是住在一起的已婚夫妇，5.6%的户长为妇女，而11.4%的住户不是同一家庭组成。有9.7%的住户是个人，另外有4.7%是超过65岁的独居老人。平均的住户人数为3.15人，而平均的家庭人口数为3.38人。
居民年龄层的分布，30.2%为18岁以下，5.6%为18到24岁，28.8%为25到44岁，26.6%为45到64岁，8.8%为65岁以上。平均年龄是38岁。男女比例为100名女性对98.4名男性，18岁以上则每100名女性对94.3名男性。
该鎮區的住户平均收入为101,322美元，而家庭平均收入为107,894美元。男性的平均收入为76,776美元，而女性则为41,298美元。年人均收入38,635美元。大约有2.4%的家庭和3.5%的居民是在贫穷线下，这包括了3.4%的18岁以下人口，和2.7%的65岁以上老人。

## 历史
北美原住民之Lenni Lenape族是第一个住在这个区域的民族。
马尔伯洛鎮區的历史可以追溯到1685年，当时来自苏格兰，英格兰，和荷兰的农民首先定居在此。该鎮區于1848年2月17日依新泽西州议会的法案决议，从菲力荷鎮區分离出来成为一个新市镇。该鎮區的原来取名为Marlborough，源自于1768年在该地发现的泥灰岩marl，后来被缩短了。 该鎮區的第一项工业就是以这种泥灰岩泥灰岩为主要原料做成肥料，用船输出到新泽西全州，纽约州和其他各州。
该地区在美國獨立戰爭期间是多起小军事冲突的所在，特别是在1778年的蒙茅斯战役之后。在战争中，普萊森特瓦利（Pleasant Valley）地区经常被英军突袭掠夺食物补给及牲畜。
一直到第二次世界大戰以前，马尔伯洛市是由一些以生产乳制品，马铃薯，番茄（西红柿）和其他农产品的小村镇所组成，拥有一些优雅的小酒馆/客栈。这些小村镇包括摩根維爾（Morganville）、羅伯茨維爾（Robertsville）、Wickatunk，Bradevelt，Topanemus和普萊森特瓦利（Pleasant Valley），以馬爾伯勒村（Marlboro Village）为中心。
现今摩根維爾和Wickatunk仍然是该市区内有其自己邮递区号的两个地区。而羅伯茨維爾、Topanemus和普萊森特瓦利变成了一些重要路段的路名。Bradevelt的名称已经很少用了，不过像其他名称一样，偶尔会出现在一些地图和路标上面。

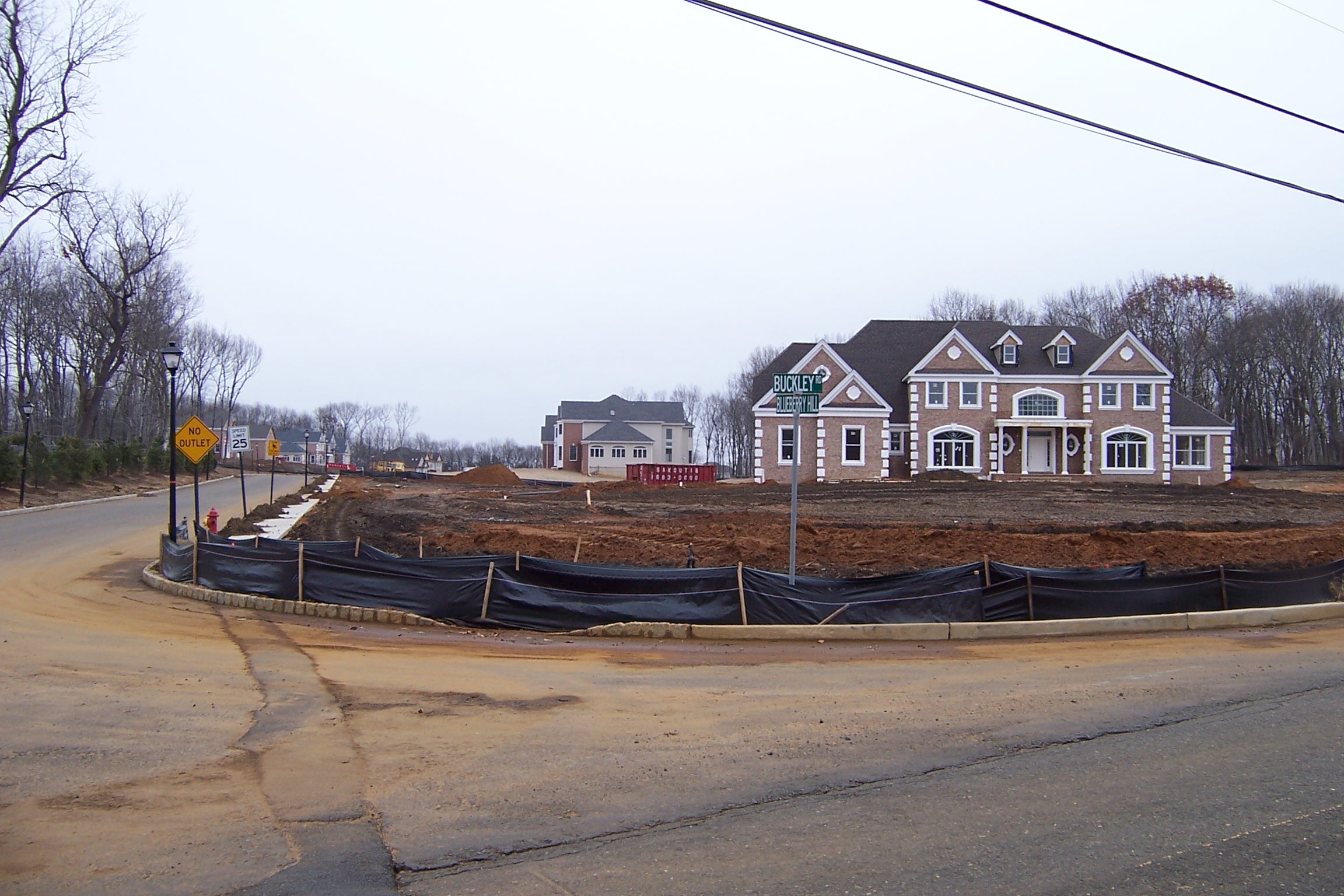
New houses under construction off Buckley Road, late 2005.

 战后新泽西州开始铺设和改建道路基础设施，而且该市人口也增加。即使到了1970年代，马尔伯洛大部分还保留了农村的特性。接着，开始发展成为一个在纽约和附近一些大公司工作的通勤者的目标。在1980年代和1990年代初期，多数新建的是四卧或五卧的新房屋，后来趋势转为更大的所谓McMansion。1980年代迁入的新住户，许多是来自紐約市的布鲁克林區（布鲁克林区）及史泰登島区（史泰登岛）。
马尔伯洛市有8位市民在九一一事件中丧生。该市为他们建立了纪念碑。
马尔伯洛市不再有真正所谓的市中心（廣場），而可以被视为典型的城市延伸（城市蔓延）。主要的商业街道是9号美國國道（U.S. Route 9）和79號新澤西州州道（Route 79）。此外，18號新澤西州州道（Route 18）提供了一条到新泽西海边（Jersey Shore）的快捷公路。

## 行政机关

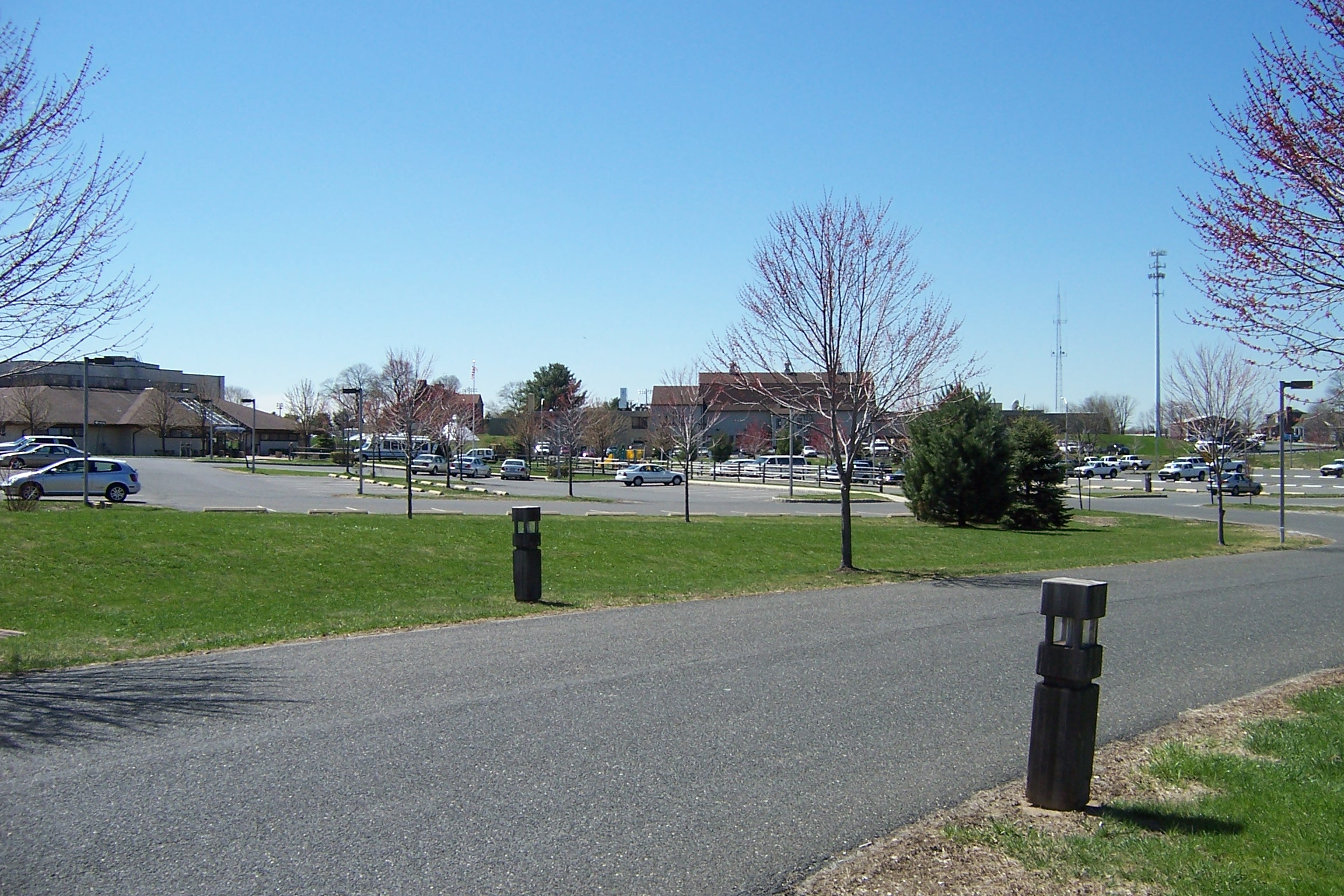
Marlboro Township's Municipal Complex contains the Town Hall and administrative offices, police station, Board of Education office, recreation center, recycling center, and other facilities

马尔伯洛市的行政是依循Faulkner Act法案所规定的地方行政体系运作。其市政委员会由五位选举产生的委员组成。该市的居民每隔四年的11月第一个星期二选举产生新的委员。在其改组会议中，委员们推选主席和副主席，担任一年或直到下一位接任者产生为止。该市政委员会是马尔伯洛市的立法机关，工作包括：设置警察局，批准预算，訂定市政税率，和通过市政决议和法令。该委员会也任命志愿的市民担任某些咨询委员，及市区重劃委员。此外，它也可能执行对各市政部门，官员，和机构的调查工作。法令上赋予了它传讯的权利。
现任的首长是Jonathan Hornik（民主黨，于2008年当选）。市政委员会的现任委员包括：主席 Jeff Cantor，副主席 Steve Rosenthal，Frank LaRocca，Randi Marder，以及 Rosa Tragni。

### 市政问题
该鎮區现有的市政问题包括土地开发，保留地的减少，人口成长导致的公立学校的需求，较高的地税，和一再发生的政治舞弊案件。
前任首长Matthew Scannapieco因收受地产开发商的贿赂共245,000美元换取有利的市地重劃以及性招待，遭到联邦调查局的逮捕，并判决有罪。该案并牵连到几位市府甚至郡府官员。
2000年该鎮區通过，自2001年3月起禁止开车时使用手持听筒打手机，是新泽西州第一个实行的鎮區，也是全美国率先执行的鎮區之一

### 急难救助服务
马尔伯洛鎮區警察局现有70名全职的警察人员Marlboro Township Police Department，另有四个志愿消防局和两个志愿急救队。
- Marlboro Fire Co. No. 1 (28-1)
- Robertsville Volunteer Fire Co. (28-2) （页面存档备份，存于）
- Morganville Independent (28-3)
- Morganville (28-4)
- Marlboro First Aid & Rescue Squad (28-21) （页面存档备份，存于）
- Morganville First Aid & Rescue Squad (28-23) （页面存档备份，存于）

### 联邦，州，郡各级代表
该鎮區大部分属于第12国会代表分区，以及新泽西州第12立法代表分区。有一小条区域则是属于第6国会代表分区

## 教育
马尔伯洛市公立学校提供学龄前至8年级的教育。该学区有8所学校：包括一所幼稚园，五所小学，两所初中。这些学校（根据National Center for Education Statistics2005-2006年入学资料）是：
- 幼稚园
  - Early Learning Center 学前特别教育（537名学生）；

- 小学（一至五年级）
  - Frank Defino Central School（815名学生）
  - Frank J. Dugan Elementary School（705名学生）
  - Asher Holmes Elementary School（616名学生）
  - Marlboro Elementary School（676名学生）
  - Robertsville Elementary School（657名学生）；

- 初中（六至八年级）
  - 馬爾伯洛中學（Marlboro Middle School，1,168名学生）
  - 馬爾伯洛紀念中學（Memorial Memorial Middle School，968名学生）。

马尔伯洛市有一所公立高中馬爾伯洛高中（Marlboro High School），创于1968年，隶属于菲力荷高中学区（Freehold Regional High School District）提供九至十二年级的高中教育。该高中学区涵盖了科爾茨內克鎮區、英吉利敦、法明代爾、菲力荷自治市、弗里霍爾德鎮區、豪厄爾鎮區和馬納拉潘鎮區 等市镇。有些马尔伯洛市的学生到同样隶属于这个高中学区的Colts Neck高中上学。有许多马尔伯洛市的学生到学区内各种学科的加强班上学。同样的，其他市镇的学生也到马尔伯洛高中的商业加强班上学。
位在摩根維爾一片10英畝地校区的是一些私立的特殊教育组成的High Point Schools，提供5至21岁具有情绪和行为偏差及学习障碍的学生治疗与学习的环境。
私立学校中另外值得一提的Solomon Schechter Day School （页面存档备份，存于），是蒙茅斯縣内的一所犹太教幼儿所，属于Solomon Schechter Day School Association（United Synagogue of America的分支机构）的会员。

## 休闲娱乐
马尔伯洛鎮區支持的公共休闲规划提供了适合各个年龄层的活动，包括了极受欢迎的足球和篮球社团；此外也有棒球、壘球、美式足球，啦啦隊和一个新成立的业余摔跤社。
每年夏季，政府举办免费的室外音乐会，邀请著名的音乐艺术家来表演。近几年的表演者包括了Jay and the Americans、Bill Haley's Comets、莱斯利·戈尔、Little Anthony & The Imperials、Johnny Maestro & The Brooklyn Bridge、派特斯、The Trammps和The Tokens。
该市提供了Henry Hudson Trail步道给散步者和自行车骑士一个良好的运动休闲环境。